# 瓦西里·姆扎瓦纳泽
瓦西里·帕夫洛维奇·姆扎瓦纳泽（俄语：Васи́лий Па́влович Мжавана́дзе，1902年9月7日（格里历：9月20日）—1988年8月31日）格鲁吉亚人，苏联党和国家领导人，曾任格鲁吉亚共产党中央第一书记。

## 生平
- 1902年9月7日（格里历：9月20日），出生于沙俄库塔伊西省库塔伊西市的一个工人阶级家庭。
- 1915年-1917年，格鲁吉亚霍尼工厂工作。
- 1918年-1924年，霍尼当地制革厂工人。
- 1924年加入苏联红军。1924年-1927年，格鲁吉亚军事学院学习。1927年加入联共（布）。
- 1927年-1929年，排长。
- 1930年，连政委。
- 1931年-1933年，连党委书记，团党委书记，师政治部指导员。
- 1933年-1937年，列宁军事政治学院学习。
- 1937年-1940年，陆军政治部长，陆军总政委，波罗的海军区政治部长，参加苏芬战争。
- 1941年1月-11月，第16步兵师政委。
- 1941年11月-1942年12月，列宁格勒前线滨海战区军事委员会成员，旅政委。
- 1942年12月-1944年6月，苏军第42集团军少将政委。
- 1944年6月-1945年5月，苏军第21集团军中将政委。
- 1945年10月-1946年5月，哈尔科夫军区军事委员会委员。
- 1947年1月-1950年7月，基辅军区军事委员会委员。
- 1949年1月-1954年3月，乌克兰共产党中央委员。期间，1950年7月-1953年9月，喀尔巴阡军区军事委员会委员。1953年9月退役，中将军衔。
- 1953年9月-1972年9月，格鲁吉亚共产党中央第一书记。期间，1962年2月-1964年10月，苏共中央高加索局委员。任职期间，格鲁吉亚腐败问题日趋猖獗，他被指控买卖官职，贿赂国家官员和非法经商。东窗事发后被免职。
- 1972年9月起退休，住在莫斯科郊区。
- 1988年8月31日于莫斯科逝世，享年85岁。葬于第比利斯萨布尔塔洛公墓。

姆扎瓦纳泽是苏共19-24大代表；第20-24届中央委员，第20-23届中央主席团候补委员，第23-24届中央政治局候补委员；第4-6届苏联最高苏维埃联盟院代表，第7-8届苏联最高苏维埃民族院代表，第2-3届乌克兰苏维埃社会主义共和国最高苏维埃代表，第4-8届格鲁吉亚苏维埃社会主义共和国最高苏维埃代表。

## 荣誉
- 社会主义劳动英雄称号（1962）
- 三次列宁勋章（1950,1962,1971）
- 十月革命勋章（1972）
- 三次红旗勋章（1940,1943,1944）
- 一级库图佐夫勋章（1944.6）
- 二级库图佐夫勋章（1944.2）
- 二级苏沃洛夫勋章（1945）
- 一级卫国战争勋章（1985）
- 纪念列宁诞辰一百周年奖章
- 守卫苏联国界有功奖章
- 保卫列宁格勒奖章
- 1941－1945年伟大卫国战争战胜德国奖章
- 1941-1945年伟大卫国战争胜利二十周年奖章
- 1941-1945年伟大卫国战争胜利三十周年奖章
- 1941-1945年伟大卫国战争胜利四十周年奖章
- 苏联武装力量老兵奖章
- 苏维埃陆军海军三十周年奖章
- 苏联武装力量四十周年奖章
- 苏联武装力量五十周年奖章
- 苏联武装力量六十周年奖章
- 苏联武装力量七十周年奖章
- 苏联警察五十周年奖章
- 列宁格勒建城两百五十周年奖章 [2]